# Жетысу (Жетысуская область)
Жетысу (каз. Жетісу) — село в Ескельдинском районе Жетысуской области Казахстана. Административный центр Туленгутского сельского округа. Находится примерно в 11 км к юго-востоку от посёлка Карабулак. Код КАТО — 196455100.

## Население
В 1999 году население села составляло 1565 человек (776 мужчин и 789 женщин). По данным переписи 2009 года, в селе проживало 1576 человек (779 мужчин и 797 женщин).